# Acta Amazonica
Acta Amazonica (abreviado Acta Amaz.) es una revista con ilustraciones y descripciones botánicas que es editada en Manaus desde el año 1971. Fue precedida por Boletim do instituto nacional de pesquisas da Amazonia.